# Anne-Armande de Saint-Gelais de Lansac
 (novembre 2023).
Si vous disposez d'ouvrages ou d'articles de référence ou si vous connaissez des sites web de qualité traitant du thème abordé ici, merci de compléter l'article en donnant les références utiles à sa vérifiabilité et en les liant à la section « Notes et références ».
Anne-Armande de Saint-Gelais de Lansac, dite de Lusignan, duchesse de Créquy (1637-1709), est la première dame d'honneur de la reine Marie-Thérèse d'Autriche de 1679 à 1683.

## Biographie
Fille de Gilles de Saint-Gelais, dit de Lusignan, marquis de Lansac et de Ballon, conseiller du Roi en ses conseils d'État et privé, et de Marie de La Vallée-Fossez, marquise d'Everly, elle épouse le duc Charles III de Créquy en 1653. Ils ont une fille, Madeleine de Créquy (1662-1707), mariée en 1675 avec Charles Belgique Hollande de La Trémoille, 5e duc de Thouars. 
En 1679, elle est nommée première dame d'honneur de la reine, et devient donc responsable des dames du palais, du budget de la maison de la reine, de sa vie au quotidien et des présentations à la cour. Elle a été choisie grâce au rang de son époux, sa prédécesseur étant transférée dans la maison de la dauphine sur les recommandations de Madame de Maintenon.  
La duchesse de Créquy est décrite dans les mémoires de son temps comme une femme belle, douce et pieuse, évitant les conflits et traitée avec respect et considération par tous les membres de la cour. Quand son époux meurt en 1687, elle quitte la cour et se retire à la campagne. 

## Sources
- Histoire de la Maison Royale de France, et des grands officiers de la Couronne